# Liste du patrimoine mondial en Grèce
Cet article recense les sites inscrits au patrimoine mondial en Grèce.

## Généralités
La Grèce ratifie la Convention pour la protection du patrimoine mondial, culturel et naturel le 17 juillet 1981. Le premier site protégé, le temple d'Apollon à Bassae, est inscrit en 1986. ; le plus récent, les centres palatiaux minoens, l'est en 2025.
Mi 2025, le pays compte 20 sites inscrits au patrimoine mondial. 18 d'entre eux sont inscrits sur des critères culturels, les deux derniers (mont Athos et Météores) satisfont à fois à des critères culturels et naturels. Six des sites sont situés sur des îles, l'un est réparti entre les îles et le continent, les 13 restants exclusivement sur le continent. 11 des sites datent de la période antique du pays, les 8 autres des périodes paléochrétienne et byzantine, un étant davantage liée à la période byzantine, ottomane et moderne.
Le pays a également soumis 13 sites supplémentaires sur sa liste indicative : 7 de type culturel, 2 de type naturel et 4 mixtes.

## Listes

### Patrimoine mondial
Les sites suivants sont inscrits au patrimoine mondial :
| Id.  | Site | Périphérie                                     | Année | Superficie (ha) | Critères et notes | Coordonnées                                                                                           | Illus. |
| ---- | --- | ---------------------------------------------- | ----- | --------------- | --- | --- | ------ |
| 404  | Acropole d'Athènes | Attique                                        | 1987  | 3,04            | Culturel, (i), (ii), (iii), (iv), (vi) | 37° 58′ 16″ nord, 23° 43′ 34″ est                                                                     |        |
| 942  | Centre historique (Chorá) avec le monastère de Saint Jean « le théologien » et la grotte de l'Apocalypse sur l'île de Patmos | Égée-Méridionale                               | 1999  |                 | Culturel, (iii), (iv), (vi) | 37° 18′ nord, 26° 33′ est                                                                             |        |
| 1733 | Centres palatiaux minoens | Crète                                          | 2025  | 29,512          | Culturel, (ii), (iii), (iv), (vi) 6 sites : Cnossos, Phaistos, Malia, Zakros, Zominthos (en) et Kydonia | 35° 14′ 55″ nord, 24° 53′ 14″ est                                                                     |        |
| 530  | Délos | Égée-Méridionale                               | 1990  | 351             | Culturel, (ii), (iii), (iv), (vi) Le bien recouvre la totalité de l'île. | 37° 24′ 00″ nord, 25° 16′ 01″ est                                                                     |        |
| 455  | Météores | Thessalie                                      | 1988  | 272             | Mixte, (i), (ii), (iv), (v), (vii) | 39° 43′ 01″ nord, 21° 37′ 59″ est                                                                     |        |
| 537  | Monastères de Daphni, de Hosios Loukas et Nea Moni de Chios                                                                  | Attique, Égée-Septentrionale et Grèce-Centrale | 1990  | 3,7             | Culturel, (i), (iv) Trois sites, pour chacun des monastères. | 38° 00′ 47″ nord, 23° 38′ 09″ est 38° 23′ 41″ nord, 22° 44′ 48″ est 38° 22′ 26″ nord, 26° 03′ 21″ est |        |
| 454  | Mont Athos | Mont-Athos                                     | 1988  | 33 042,3        | Mixte, (i), (ii), (iv), (v), (vi), (vii) Le bien recouvre l'intégralité de la péninsule d'Aktè formant le territoire de la république monastique du Mont-Athos | 40° 16′ 01″ nord, 24° 13′ 01″ est                                                                     |        |
| 456  | Monuments paléochrétiens et byzantins de Thessalonique                                                                       | Macédoine-Centrale                             | 1988  | 5,33            | Culturel, (i), (ii), (iv) Le bien comprend 15 sites distincts, dans le centre historique de Thessalonique : murs d'enceinte • rotonde de Galère (de) • église de l'Acheiropoiètos • église Saint-Démétrios • monastère de Latomou • église Sainte-Sophie • église de la Panagia Chalkeon • église Saint-Pantaléon • église des Saints-Apôtres • église Saint-Nicolas-l'Orphelin • église Sainte-Catherine • chapelle de la Transfiguration du Sauveur • monastère des Vlatades • église du Prophète Élie • bains byzantins | 40° 38′ 17,988″ N, 22° 57′ 54″ E)                                                                     |        |
| 1695 | Paysage culturel de Zagori                                                                                                   | Épire                                          | 2023  |                 | Culturel, (v) | 39° 56′ 24″ nord, 20° 42′ 55″ est                                                                     |        |
| 595  | Pythagoreion et Heraion de Samos                                                                                             | Égée-Septentrionale                            | 1992  | 668             | Culturel, (ii), (iii) Deux sites distincts : Pythagoréion et Héraion de Samos | 37° 42′ 04″ nord, 26° 52′ 08″ est 37° 40′ 19″ nord, 26° 53′ 08″ est                                   |        |
| 491  | Sanctuaire d'Asclépios en Epidaure                                                                                           | Péloponnèse                                    | 1988  | 1 394           | Culturel, (i), (ii), (iii), (iv), (vi) | 37° 40′ 01″ nord, 23° 07′ 01″ est                                                                     |        |
| 780  | Site archéologique d'Aigai (nom moderne Vergína)                                                                             | Macédoine-Centrale                             | 1996  | 1 421           | Culturel, (i), (iii) Deux sites distincts : ancienne cité et nécropole d'Aigai, village de l'âge du bronze et cimetière de tumuli | 40° 28′ 16″ nord, 22° 19′ 05″ est                                                                     |        |
| 393  | Site archéologique de Delphes                                                                                                | Grèce-Centrale                                 | 1987  | 51              | Culturel, (i), (ii), (iii), (iv), (vi) | 38° 28′ 52″ nord, 22° 29′ 46″ est                                                                     |        |
| 511  | Site archéologique de Mystras                                                                                                | Péloponnèse                                    | 1989  | 54              | Culturel, (ii), (iii), (iv) | 37° 04′ 52″ nord, 22° 22′ 01″ est                                                                     |        |
| 1517 | Site archéologique de Philippes                                                                                              | Macédoine-Orientale-et-Thrace                  | 2016  | 100,16          | Culturel, (iii), (iv) | 41° 00′ 47″ nord, 24° 17′ 10″ est                                                                     |        |
| 517  | Site archéologique d'Olympie                                                                                                 | Grèce-Occidentale                              | 1989  | 106             | Culturel, (i), (ii), (iii), (iv), (vi) | 37° 39′ 00″ nord, 21° 40′ 01″ est                                                                     |        |
| 941  | Sites archéologiques de Mycènes et de Tirynthe                                                                               | Péloponnèse                                    | 1999  | 190             | Culturel, (), (ii), (iii), (iv), (vi) Deux sites distincts, pour chacun des sites archéologiques. | 37° 43′ 49″ nord, 22° 45′ 28″ est 37° 35′ 58″ nord, 22° 48′ 01″ est                                   |        |
| 392  | Temple d'Apollon Épikourios à Bassae                                                                                         | Grèce-Occidentale                              | 1986  | 20              | Culturel, (i), (ii), (iii) | 37° 26′ 06″ nord, 21° 53′ 49″ est                                                                     |        |
| 978  | Vieille ville de Corfou | Îles Ioniennes                                 | 2007  | 70              | Culturel, (iv) | 39° 37′ 26″ nord, 19° 55′ 41″ est                                                                     |        |
| 493  | Ville médiévale de Rhodes | Égée-Méridionale                               | 1988  | 66              | Culturel, (ii), (iv), (v) | 36° 26′ 49″ nord, 28° 13′ 41″ est                                                                     |        |

### Liste indicative

#### Liste actuelle
Les sites suivants sont présents sur la liste indicative du pays à la fin 2020. La Grèce a inscrit l'ensemble de ces sites le 16 janvier 2014.
| Site                                                                                                | Périphérie | Type                                      | Date | Lien | Notes | Coordonnées | Illus. |
| --------------------------------------------------------------------------------------------------- | --- | ----------------------------------------- | ---- | ---- | --- | --- | ------ |
| Fortifications bastionnées du Moyen Âge tardif en Grèce                                             | Crète, Égée-Méridionale, Égée-Septentrionale, Îles Ioniennes, Péloponnèse                                                         | Culturel (ii), (iv), (v)                  | 2014 | 5855 | 9 sites : fortifications de Bourdzi-Palamède-Acronauplie, La Canée, Corfou (Vieux Fort, Fort Neuf, enceinte, forts périphériques), Héraklion, Koróni, Méthone, Mytilène, Rhodes, Zante                                                                 | 37° 34′ 11″ nord, 22° 47′ 26″ est 37° 33′ 41″ nord, 22° 48′ 16″ est 37° 33′ 50″ nord, 22° 47′ 42″ est 39° 37′ 28″ nord, 19° 55′ 42″ est 35° 20′ 40″ nord, 25° 08′ 12″ est 36° 47′ 40″ nord, 21° 57′ 42″ est 35° 31′ 06″ nord, 24° 00′ 49″ est 36° 48′ 54″ nord, 21° 42′ 00″ est 39° 06′ 36″ nord, 26° 33′ 42″ est 36° 26′ 42″ nord, 28° 13′ 37″ est 37° 47′ 22″ nord, 20° 53′ 31″ est |        |
| Parc national de Dadiá-Lefkími-Souflí                                                               | Macédoine-Orientale-et-Thrace | Naturel (x)                               | 2014 | 5856 | | 41° 05′ 53″ nord, 26° 12′ 11″ est |        |
| Ancienne Laurion                                                                                    | Attique | Culturel (ii), (iv)                       | 2014 | 5857 | | 37° 42′ 43″ nord, 24° 02′ 24″ est |        |
| Forêt pétrifiée de Lesbos                                                                           | Égée-Septentrionale | Mixte (vi), (vii), (viii), (x)            | 2014 | 5858 | | 39° 12′ 13″ nord, 25° 52′ 28″ est |        |
| Site archéologique de l'ancienne Messène                                                            | Péloponnèse | Culturel (ii), (iv), (v)                  | 2014 | 5859 | | 37° 10′ 26″ nord, 21° 55′ 12″ est |        |
| Site archéologique de Nicopolis                                                                     | Épire | Culturel (ii), (iv), (vi)                 | 2014 | 5861 | | 39° 01′ 10″ nord, 20° 43′ 55″ est |        |
| La grande région du mont Olympe                                                                     | Macédoine-Centrale, Thessalie | Mixte (vi), (viii), (ix), (x)             | 2014 | 5862 | | 40° 04′ 55″ nord, 22° 20′ 56″ est |        |
| La zone des lacs Prespa : Megali et Mikri Prespa incluant les monuments byzantins et post-byzantins | Macédoine-Occidentale | Mixte (ii), (iv), (vii), (ix), (x)        | 2014 | 5864 | | 40° 54′ nord, 21° 02′ est |        |
| Parc national des gorges de Samaria                                                                 | Crète | Naturel (vii), (viii), (ix), (x)          | 2014 | 5865 | | 35° 16′ 16″ nord, 23° 57′ 40″ est |        |
| Forteresse de Spinalonga                                                                            | Crète | Culturel (i), (ii), (iv), (vi)            | 2014 | 5866 | | 35° 16′ 24″ nord, 25° 44′ 45″ est |        |
| Anciennes tours de la mer Égée                                                                      | Égée-Méridionale, Égée-Septentrionale                                                                                             | Culturel (iii), (iv)                      | 2014 | 5867 | 10 sites : tour Cheimarros à Naxos, tour d'Agios Petros à Andros, tour d'Agia Triada à Amorgós, tour Blanche de Sifnos, tour Blanche de Sérifos, tour d'Agia Marina à Kéa, tour Drakanou d'Ikaria, tour de Kastellórizo, tour de Ro, tour de Strongyli | 36° 59′ 45″ nord, 25° 31′ 12″ est 37° 53′ 41″ nord, 24° 45′ 34″ est 36° 47′ 33″ nord, 25° 48′ 05″ est 36° 55′ 57″ nord, 24° 44′ 17″ est 37° 08′ 50″ nord, 24° 27′ 07″ est 37° 37′ 00″ nord, 24° 18′ 12″ est 37° 41′ 14″ nord, 26° 21′ 40″ est 36° 08′ 53″ nord, 29° 34′ 37″ est 36° 09′ 24″ nord, 29° 30′ 10″ est 36° 06′ 28″ nord, 29° 37′ 50″ est |        |
| Théâtres grecs antiques                                                                             | Attique, Crète, Égée-Méridionale, Épire, Grèce-Centrale, Grèce-Occidentale, Macédoine-Orientale-et-Thrace, Péloponnèse, Thessalie | Culturel (i), (ii), (iii), (iv), (v) (vi) | 2014 | 5869 | 15 sites : Dionysos à Athènes, Amphiaraon, Épidaure, Mégalopolis (fi), Argos (en), Delphes (el), Érétrie (el), Larissa I (en), Délos (el), Milos (el), Lindos (ca), Œniadæ, Dodone (el), Aptera (el), Maroneia (el)                                    | 37° 58′ 13″ nord, 23° 43′ 40″ est 38° 17′ 29″ nord, 23° 50′ 44″ est 37° 35′ 46″ nord, 23° 04′ 45″ est 37° 24′ 37″ nord, 22° 07′ 38″ est 37° 37′ 54″ nord, 22° 43′ 11″ est 38° 28′ 57″ nord, 22° 30′ 02″ est 38° 23′ 57″ nord, 23° 47′ 26″ est 39° 38′ 25″ nord, 22° 24′ 55″ est 37° 23′ 50″ nord, 25° 16′ 05″ est 36° 44′ 17″ nord, 24° 25′ 16″ est 36° 05′ 23″ nord, 28° 05′ 14″ est 38° 24′ 35″ nord, 21° 11′ 56″ est 39° 32′ 47″ nord, 20° 47′ 16″ est 35° 27′ 40″ nord, 24° 08′ 28″ est 40° 52′ 44″ nord, 25° 31′ 09″ est |        |

#### Ancienne liste
La Grèce soumet une première liste indicative en 1985. Elle contient une quarantine de sites couvrant l'histoire du pays, depuis l'époque préhistorique jusqu'à l'époque contemporaine. Plusieurs de ces sites sont inscrits au patrimoine mondial dans les années qui suivent, mais la majorité disparaissent lors d'une révision de la liste indicative, le 29 mai 1996. La liste suivante recense les sites qui n'ont pas été retenus.
| Site                                                                | Notes | Coordonnées                                                         | Illus. |
| ------------------------------------------------------------------- | --- | ------------------------------------------------------------------- | ------ |
| Acropoles néolithiques de Sésklo et Dimíni                          | | 39° 21′ 20″ nord, 22° 50′ 33″ est 39° 21′ 17″ nord, 22° 53′ 21″ est |        |
| Gournia                                                             | Le site est mentionné avec quatre autres sites minoens (Cnossos, Phaestos, Malia et Zakros). Seuls ces quatre derniers sont repris dans les listes indicatives ultérieures (en 1996 et 2014). | 35° 06′ 34″ nord, 25° 47′ 33″ est                                   |        |
| Nécropole minoenne d'Armeni                                         | | 35° 19′ 05″ nord, 24° 27′ 49″ est                                   |        |
| Santorin (Akrotiri, Thera , Oia, Fira)                              | | 36° 23′ 17″ nord, 25° 27′ 35″ est                                   |        |
| Éleusis                                                             | | 38° 02′ 00″ nord, 23° 32′ 00″ est                                   |        |
| Athènes                                                             | Le site envisagé comprend les périodes antique, romaine, médiévale et contemporaine d'Athènes. Seule l'Acropole est inscrite au patrimoine mondial, en 1987.                                  | 37° 55′ 58″ nord, 23° 43′ 00″ est                                   |        |
| Lindos                                                              | | 36° 05′ 23″ nord, 28° 05′ 09″ est                                   |        |
| Tunnel d'Eupalinos                                                  | | 37° 41′ 38″ nord, 26° 55′ 48″ est                                   |        |
| Dodone                                                              | | 39° 32′ 48″ nord, 20° 47′ 16″ est                                   |        |
| Corinthe (site antique, Acrocorinthe et basilique de Léchaion (de)) | | 37° 53′ 20″ nord, 22° 52′ 12″ est                                   |        |
| Catacombes de Milos (en)                                            | | 36° 44′ 14″ nord, 24° 25′ 25″ est                                   |        |
| Chios (Anávatos)                                                    | | 38° 24′ nord, 26° 01′ est                                           |        |
| Monemvasia (ville et fortifications)                                | | 36° 41′ 15″ nord, 23° 03′ 20″ est                                   |        |
| Réthymnon (ville et fortifications)                                 | | 35° 22′ 01″ nord, 24° 28′ 01″ est                                   |        |
| Nauplie (ville ancienne, fortifications et ville néoclassique)      | | 37° 34′ nord, 22° 48′ est                                           |        |
| Syros (Áno Sýros, Ermoúpoli, ville néoclassique)                    | | 37° 27′ nord, 24° 54′ est                                           |        |
| Arta (pont et églises)                                              | | 39° 09′ 29″ nord, 20° 57′ 11″ est                                   |        |
| Merbaka                                                             | | 37° 38′ 17″ nord, 22° 48′ 22″ est                                   |        |
| Mykonos                                                             | | 37° 27′ nord, 25° 20′ est                                           |        |
| Hydra                                                               | | 37° 21′ 00″ nord, 23° 28′ 01″ est                                   |        |